# فلپی برد

گیم‌پلی فلپی‌برد

فلپی برد یک بازی موبایل است که در سال ۲۰۱۳ توسط توسعه دهندهٔ ویتنامی دونگ نووِن طراحی شد. فلپی برد در بین بیشترین عناوین جستجو شده در گوگل در سال ۲۰۱۴ در جهان، در رتبهٔ ششم قرار گرفت. این نخستین بار بود که یک اپ موبایل بین ۱۰ نتیجهٔ جستجوی اول گوگل قرار می‌گرفت.